# Хили, Рэндольф
Рэндольф Хили (англ. Randolph Healy; род. 1956) — ирландский поэт и издатель.

## Биография
Родился в Шотландии, полуторагодовалым ребёнком был привезен в Дублин. Изучал математику в дублинском Тринити Колледж, работает учителем математики. В юности играл на гитаре на поэтических вечерах, в перерывах между выступлениями. Выпустил первую книгу в 1983 г. В 1997 г. основал издательство «Wild Honey Press» (англ. «Дикий мёд»), выпускающее ограниченным тиражом изящные поэтические сборники ручной работы; в издательстве вышли книги Рона Силлимана, Розмари Уолдроп, Джона Кинселлы и других известных американских и британских поэтов. Выступает также и со статьями о положении дел в современной поэзии — в частности, опубликовал в журнале «Fulcrum» эссе о государственной экономической поддержке поэзии в разных странах.

## Творчество
Поэзия Хили тяготеет к крупной форме (поэмы, композиции сложной конструкции). Хили часто использует в своих стихах образы, заимствованные из математики, логики, других наук. Современный российский специалист расценивает творчество Хили как пример сложнейшей поэзии, создающейся на английском языке.

## Труды
- 25 Poems. — Dublin: Beau press, 1983.
- Envelopes. — Cambridge: Poetical Histories, 1996.
- Rana Rana! — Bray: Wild Honey Press, 1997.
- Arbor Vitae. — Bray: Wild Honey Press, 1997.
- Flame. — Bray: Wild Honey Press, 1997.
- Scales. — Bray: Wild Honey Press, 1998.
- Daylight Saving Sex. — Bray: Wild Honey Press, 2001.
- Green 532: selected poems 1983—2000. — Applecross; Cambridge: Salt, 2002.
- Rattling the bars. — Old Hunstanton: Oystercatcher Press, 2009

## Публикации на русском языке
- Arbor Vitae/ Перевод Ники Скандиаки// Скандиака Н. [12/4/2007]. — М.: Новое литературное обозрение, 2007. — С. 79-104. (Поэзия русской диаспоры)